# Oberbahnamt Rosenheim

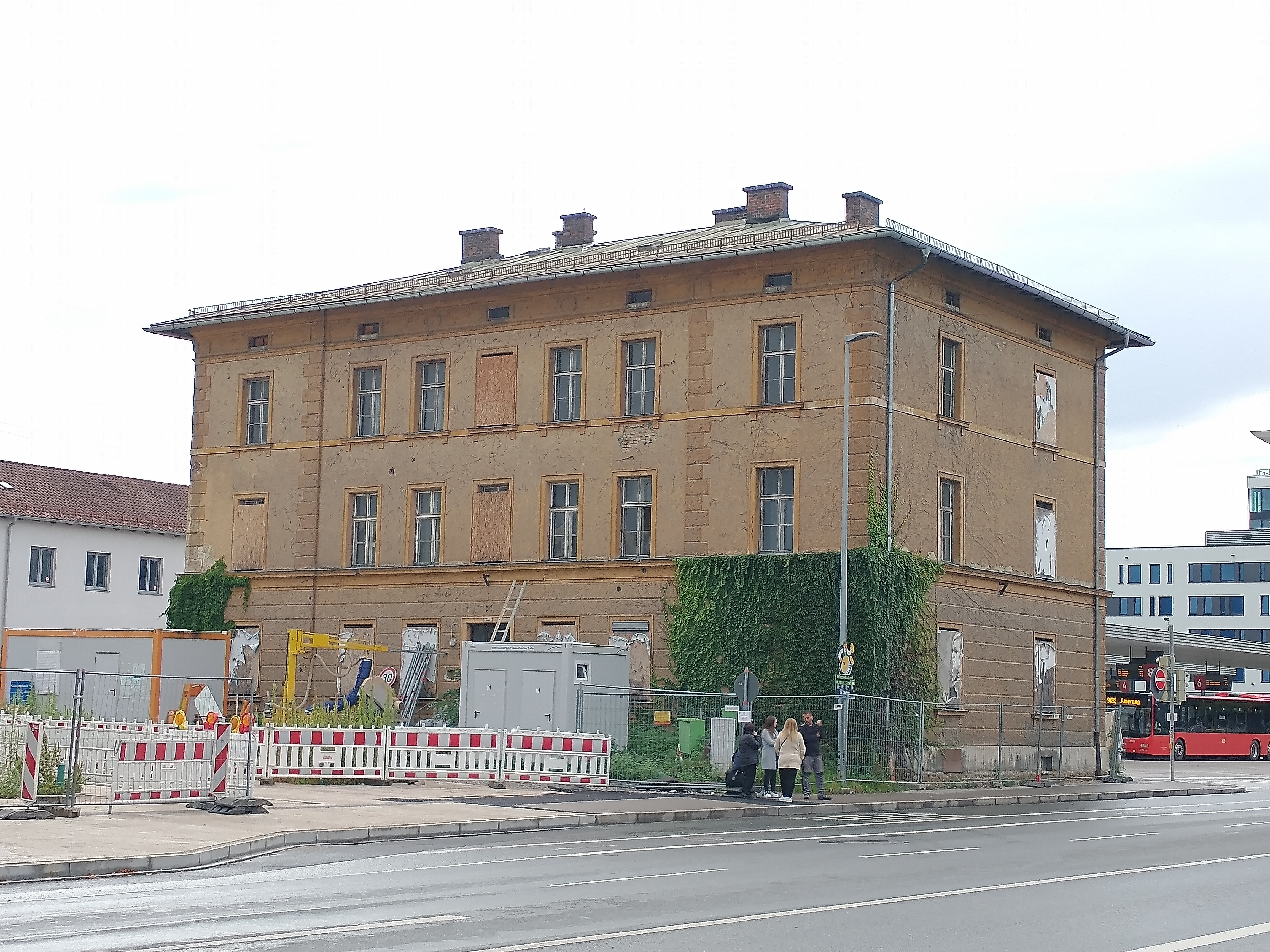
Ehemaliges Oberbahnamt Rosenheim im September 2022. Zu sehen ist der Stand vor Beginn der Restaurierungs- bzw. Umgestaltungsarbeiten sowohl am Gebäude als am vorgelagerten Südtiroler Platz.

Das ehemalige Oberbahnamt Rosenheim ist ein Baudenkmal in der kreisfreien Stadt Rosenheim (Oberbayern), Südtiroler Platz 2.

## Architektur und Innenausstattung
Das ehemalige Königlich Bayerische Oberbahnamt von Rosenheim am Südtiroler Platz ist ein schlichtes neoklassizistisches Gebäude. Das symmetrische Gebäude hat eine Firsthöhe von 14,60 m, eine Breite von 13,1 m und eine Länge von 22 m. Es hat sieben Achsen, ist viergeschossig, auf das rustifizierte Sockelgeschoss folgen zwei glatt verputzte, durch Gesimse abgesetzte Geschosse und ein flaches Mezzanin. Das Walmdach mit einem breiten Dachüberstand hat eine Neigung von 20°. Gedeckt ist es mit nachträglich aufgebrachtem Blech, weil die alte Dachbedeckung undicht geworden war.
Die Westseite des Gebäudes weist keinerlei Verzierungen auf, da diese Seite dem Bahnhofsgeschehen abgewandt ist und somit der Öffentlichkeit nicht zugänglich war.
In der Mitte der Frontseite öffnet sich ein schlichtes Portal mit einer schweren kassettierten Holztür. Das Gebäude besitzt eine zentrale halbgewendete Treppe aus Holz mit einem gusseisernen Geländer und einen hölzernen Handlauf. Im Erdgeschoss sind größtenteils Fliesen bzw. Parkett verlegt.

## Geschichte

### Königliches Oberbahnamt
Am 24. Oktober 1857 fuhr der erste Zug der München–Rosenheimer Bahn zum provisorischen Bahnhof am Roßacker. Diese Strecke wurde als Teil der Bayerischen Maximiliansbahn eröffnet, einer Teilstrecke der Verbindung von Paris nach Wien. 1858 wurde der erste Bahnhof in Rosenheim in Betrieb genommen, das heutige Rathaus, und der Rosenheimer Lokschuppen. Diese Gebäude waren von einer sehr hohen Bauqualität, da diese Konstruktionen die Stadt repräsentieren sollten.
Als Verlängerungen der Bayerischen Maximiliansbahn eröffneten die Königlich Bayerischen Staatseisenbahnen am 5. August 1858 die Bahnstrecke Rosenheim–Kufstein Grenze und am 12. August 1860 die Bahnstrecke Rosenheim-Salzburg. Dadurch wurde Rosenheim ein wichtiger Verkehrsknotenpunkt. Weil die bisherige Bahnhofsanlage der Passagieranzahl nicht mehr gewachsen war, entschied die Stadt 1872 den Bahnhof in den Westen der Stadt zu verlegen. Im März 1873 genehmigte König Ludwig II. das Projekt und im April 1873 begann man mit den Erdarbeiten für den Bahnhof. 
Das Königliche Oberbahnamt war ab 1. Januar 1876 die erste Behörde, die die zentralörtliche Funktion Rosenheims für den Südosten Bayerns begründete. In den großen Bahnknotenpunkten Bayerns waren damals insgesamt 10 Oberbahnämter als Vollzugs- und Aufsichtsbehörden im Eisenbahnwesen eingerichtet worden. Mit der Wahl von Rosenheim als Sitz eines dieser Ämter rückte die Stadt erstmals zu den wichtigsten Zentren Bayerns auf. Davon betroffen war auch die Eisenbahndirektion Rosenheim. 1875 wurde mit dem Bau des Gebäudes unter Leitung des Architekten Jakob Graff begonnen, 1876 wurde es fertiggestellt. Ab 1894 diente das Gebäude nur noch als Wohngebäude für Mitarbeiter der Bahn, nachdem das Königliche Oberbahnamt in einen Neubau an der Nordwestecke des Bahnhofsvorplatzes umzog.
Im Zuge von Zentralisierungsmaßnahmen der Bayrischen Staatseisenbahnen wurden am 28. Februar 1907 fünf der 10 Eisenbahndirektionen, wie die Oberbahnämter seit dem 7. September 1901 hießen, geschlossen, darunter auch das Oberbahnamt Rosenheim. Ihr Zuständigkeitsbereich wurde nun von der Eisenbahndirektion München verwaltet. Als Ausgleich für den Verlust der Behörde wurde Rosenheim jedoch Hauptsitz des Versicherungsamtes der Kgl. Bay. Verkehrsanstalten, der späteren Sozialversicherungsstelle der Bahn.

### Jüngere Geschichte
Ab 2009 war die damalige Rosenheimer Oberbürgermeisterin Gabriele Bauer am Erhalt des einzigen Überbleibsels des alten Bahnhofs, das den Zweiten Weltkrieg unbeschadet überstand, interessiert. Spätestens ab 2012 konnte das Obergeschoss des Gebäudes nicht mehr betreten werden, da die Treppe nach einem Wasserschaden einsturzgefährdet war. Das Gebäude wies erhebliche Schäden an Fenstern, Mauerwerk, der Treppe, sowie den Türen, dem Dach und den Sanitäranlagen auf.
Seit 2021 wurde eine vollständige Restaurierung des Gebäudes unter Beachtung denkmalpflegerischer Gesichtspunkte angestrebt. Nach mehreren Verzögerungen wurde der ursprüngliche Fertigstellungstermin 2022 verworfen und das Oberbahnamt sollte ab Mitte 2024 Raum für Arztpraxen, Büros und Gastronomie bieten. Im Frühjahr 2024 wurde die Umgestaltung des vor dem Oberbahnamtes gelegenen Südtiroler Platzes fertiggestellt; Arbeiten am Gebäude selbst fanden jedoch noch nicht statt.